# Радиотехник (волейбольный клуб)
«Радиотехник» — волейбольный клуб из Риги. Функционировал с 1947 по 1992 год, один из сильнейших клубов СССР 1960—1990-х годов.

## История
Дебют рижской команды «Даугава» в чемпионатах СССР относится к 1947 году. Она заняла 10-е место среди 12 участников. В 1960 году рижский СКИФ финишировал в чемпионате вторым вслед за ЦСКА. В 1962-м команда сменила название на «Радиотехник», поскольку стала представлять объединение «Радиотехника», знаменитый рижский радиозавод имени А. С. Попова. Под началом Михаила Амалина латвийский коллектив вошёл в число ведущих клубов страны.
В 1969 году Амалин возглавил комплексную научную группу сборной СССР, а наставником команды стал 30-летний заслуженный тренер Казахской ССР Геннадий Паршин. Он проработал в Риге до самого распада СССР.
Большинство игроков были ровесниками тренера, среди них — олимпийские чемпионы Иван Бугаенков и Станислав Люгайло; в 1971 году в «Радиотехник» из алма-атинского «Буревестника» перешёл связующий Олег Антропов, с которым Паршин был знаком ещё в бытность игроком и тренером студенческой сборной Казахстана. С 1973 по 1983 год под руководством Геннадия Паршина и Зигисмунда Григолюновича «Радиотехник» ни разу не опустился ниже 5-го места в чемпионатах страны, выиграл три Кубка Кубков, а в 1984 году стал чемпионом СССР, прервав 14-летнюю победную серию ЦСКА.
Конечно, этот успех не был случайным — в 1981-м чемпионами мира в составе возглавляемой Паршиным молодёжной сборной стали рижане Раймонд Вилде, Юрис Грантиньш и Сергей Буча, а в 1983-м волейболисты сборной Латвийской ССР также под руководством Паршина выиграли турнир Спартакиады народов СССР.
В том самом «золотом» для радиотехников 1984 году команда набрала одинаковое количество очков с подмосковным «Динамо», и победитель чемпионата СССР определялся в дополнительном матче на Малой спортивной арене «Лужников». Павел Селиванов, Сергей Антипин, Александр Рябов, Александр Белевич, Раймонд Вилде, Борис Колчин (традиционная стартовая шестёрка «Радиотехника») праздновали победу над хозяевами площадки — 3:1 (15:13, 8:15, 15:10, 15:7).
Став чемпионом СССР, «Радиотехник» в следующем сезоне представлял страну в Кубке европейских чемпионов. Рижане дошли до четвертьфинала и пропустили дальше итальянскую «Парму» (которая в итоге и завоевала Кубок) при весьма драматичных обстоятельствах. Уступив в первом домашнем матче со счётом 1:3, «Радиотехник» после трёх партий ответной игры вёл 2:1 и 7:4 в четвёртом сете. И всё же проиграл.
В 1987-м Павел Селиванов перешёл в бельгийский «Кнак», в следующем году Борис Колчин уехал в итальянский «Прато». В условиях во многом вынужденной смены поколений в команде в 1988-м дебютировали Константин Ушаков и Руслан Олихвер. С ними связаны последние успехи «Радиотехника» времён СССР: бронзовые медали чемпионатов страны 1990 и 1991 годов и выход в финал Кубка CEV-1991, проигранный итальянскому «Сислею».
В 1992 году «Радиотехник-Ригонда» участвовал в Открытом чемпионате СНГ и выиграл первый чемпионат независимой Латвии, а к декабрю того же года относятся последние матчи команды в Европе. Она в играх второго раунда Кубка чемпионов в Италии дважды уступила «Равенне». Все ключевые игроки «Радиотехника» и Геннадий Паршин к тому времени команду уже покинули.
Воспитанники рижского клуба Константин Ушаков и Руслан Олихвер входят в число рекордсменов по количеству матчей за сборную России; Борис Колчин работал тренером в России, Раймонд Вилде в конце 1990-х вернулся в Латвию и работал тренером мужской сборной; Зигисмунд Григолюнович возглавлял женскую сборную страны. Благодаря им легендарный клуб и его история до сих пор вызывают интерес на постсоветском пространстве, хотя ни один из образованных в 1990-е годы в Риге клубов не объявил себя правопреемником «Радиотехника».

## Результаты в чемпионате СССР
- 1947 — 10-е место
- 1948 — 17-е место
- 1950 — 18-е место
- 1957 — класс «А», 10-е место
- 1958 — класс «А», 9-е место
- 1960 — класс «А»,  2-е место
- 1961 — класс «А», 4-е место
- 1961/62 — класс «А»,  2-е место
- 1965 — класс «А»,  2-е место
- 1966 — класс «А», I группа,  2-е место
- 1968 — класс «А», I группа,  3-е место
- 1968/69 — класс «А», I группа,  3-е место
- 1969/70 — класс «А», I группа, 7-е место
- 1971 — класс «А», I группа, 9-е место
- 1972 — высшая лига, 9-е место
- 1973 — высшая лига,  2-е место
- 1974 — высшая лига,  2-е место
- 1975 — высшая лига,  2-е место
- 1976 — высшая лига, 4-е место
- 1977 — высшая лига, 5-е место
- 1978 — высшая лига, 4-е место
- 1978/79 — высшая лига, 4-е место
- 1979/80 — высшая лига, 4-е место
- 1980/81 — высшая лига, 4-е место
- 1982 — высшая лига,  3-е место
- 1982/83 — высшая лига,  2-е место
- 1983/84 — высшая лига,  1-е место
- 1984/85 — высшая лига, 4-е место
- 1985/86 — высшая лига,  2-е место
- 1986/87 — высшая лига,  2-е место
- 1987/88 — высшая лига, 8-е место
- 1988/89 — высшая лига, 8-е место
- 1989/90 — высшая лига,  3-е место
- 1990/91 — высшая лига,  3-е место
Открытый чемпионат СНГ
1991/92 — высшая лига, 7-е место

Названия команды: «Даугава» (1947, 1954—1958), СКИФ (1948, 1959—1961), ЛГУ (1950), «Радиотехник» (1962—1991), «Радиотехник-Ригонда» (1992).

## Достижения
- Чемпион СССР — 1983/84.
- Серебряный призёр чемпионатов СССР — 1960, 1961/62, 1965, 1966, 1973, 1974, 1975, 1982/83, 1985/86, 1986/87.
- Бронзовый призёр чемпионатов СССР — 1968, 1968/69, 1982, 1989/90, 1990/91.
- Серебряный призёр Кубка СССР — 1983, 1984, 1986.
- Бронзовый призёр Кубка СССР — 1972, 1990.
- Чемпион Латвии — 1991/92.
- Победитель Кубка Кубков — 1973/74, 1974/75, 1976/77.
- Финалист Кубка CEV — 1990/91.
- Четвертьфиналист Кубка европейских чемпионов — 1984/85.

Составленная из игроков «Радиотехника» сборная Латвийской ССР трижды завоёвывала медали на Спартакиадах народов СССР — бронзовые (1975), серебряные (1979) и золотые (1983).

## Известные игроки и тренеры
За команду выступали: двукратный олимпийский чемпион Иван Бугаенков, олимпийские чемпионы Станислав Люгайло, Олег Антропов и Павел Селиванов, чемпионы мира Эдуард Либинь, Ян Лабуцкас, Евгений Кошелев и чемпионы Европы Раймонд Вилде, Константин Ушаков и Руслан Олихвер.
Команду тренировали: Михаил Амалин (в 1954—1969), Геннадий Паршин (в 1969—1970), Зигисмунд Григолюнович (в 1970—1978) и снова Геннадий Паршин (с 1978 до 1992).